# Götz Rothacker
Götz Rothacker (* 1968 in Calw) ist ein deutscher Koch.

## Werdegang
Nach seiner Ausbildung ging Rothacker 1993 zum mit zwei Michelin-Sternen ausgezeichneten Schweizer Stuben in Wertheim, dann zu Berthold Bühler nach Essen, zum Hotel Bareiss in Baiersbronn und 1995 zur Schwarzwaldstube bei Harald Wohlfahrt, ebenfalls in Baiersbronn. Dann zog Rothacker in die Schweiz, bevor er 1996 Küchenmeister wurde. 1999 kochte er in Frankreich in dem mit drei Michelin-Sternen ausgezeichneten L’Espérance unter Marc Meneau in Saint-Père-sous-Vézelay.
2000 wurde er Küchenchef im Jöhri’s Talvo in St. Moritz, das mit zwei Michelin-Sternen ausgezeichnet wurde. Dem Königshof in München wurde unter seiner Leitung 2002 ein Michelin-Stern verliehen, ebenso wie in dem Ermitage am See in Küsnacht an der Zürcher Goldküste. 2006 ging Rothacker zum Seehotel Töpferhaus in Alt Duvenstedt. Im Sommer 2008 wechselte er in das Restaurant Imperial des 5-Sterne-Schlosshotels Bühlerhöhe im Schwarzwald. Ab 2009 kochte er im Restaurant Airport Club, dem „Business Club“ am Frankfurter Flughafen.
2013 übernahm er die Küchenleitung des Restaurants Sansibar by Breuninger im Düsseldorfer Kö-Bogen. Im Mai 2017 kam das Sansibar by Breuninger in Stuttgart hinzu.

## Auszeichnungen
- 2000 Zwei Michelin-Sterne für das Restaurant Jöhri’s Talvo in St. Moritz.